# هويل كوب (محامي)
هويل كوب (بالإنجليزية: Howell Cobb) هو قاضي ومحامي أمريكي، ولد في 7 ديسمبر 1922 في أتلانتا في الولايات المتحدة، وتوفي في 16 سبتمبر 2005 في كاستين في الولايات المتحدة.